# 京都丹後鐵道
京都丹後铁道（日语：／ kyōto tango tetsudō ?）簡稱「丹鐵」（たんてつ），原文名称WILLER TRAINS株式会社，是一家日本的鐵路經營者，總部現設於京都府宮津市，成立於2014年，是從事日本旅行事業及長途巴士WILLER的全資子公司，2015年4月1日接手原北近畿丹後鐵道的列車營運及車票發售事宜，由於北近畿丹後鐵道仍然保留路軌、車站及周邊設施的管理權，因此只屬於日本鐵路公司中的「第二種鐵道事業者」。
公司日文名称采用英文WILLER TRAINS，在列車運行及車站運作上採用「京都丹後鐵道」（Kyoto Tango Railway）的稱呼，而非原來的英文正式名稱。

## 使用車輛

### 特急列車
- KTR001型柴聯車
- KTR8000型柴聯車
- KTR8500型柴聯車:2023年，京都丹後鐵道向JR東海購入4輛KiHa 85系柴聯車，並於2024年3月16日作為特急列車「丹後接力號」開始運轉[5][6][7][8]。

### 普通列車
- MF100型柴聯車
- KTR700型柴聯車
- KTR300型柴聯車

## 路線
| 中文線名 | 日文線名 | 起點         | 終點         | 距離（公里） |
| -------- | -------- | ------------ | ------------ | ------------ |
| 宮福線   |          | 宮津（14）   | 福知山（F1） | 30.4         |
| 宮舞線*  |          | 西舞鶴（M8） | 宮津（14）   | 24.7         |
| 宮豐線*  |          | 宮津（14）   | 豐岡（T26）  | 58.9         |

（註：在北近畿丹後鐵道經營時期，宮舞線、宮豐線原為1條路線，稱為宮津線，WILLER TRAINS接手後將其分拆為2條路線，但列車運作上2線仍然是互相直通。）北近畿丹後鉄道线路图
（-2015年3月31日）京都丹後鉄道（WILLER TRAINS）移行後路線名・站名
（2015年4月1日-）

## 歷史
- 2014年（平成26年）：
  - 5月8日：北近畿丹後鐵道宣佈將鐵路營運權交予WILLER ALLIANCE[2]。
  - 7月14日：WILLER TRAINS 成立，最初設辦事處於大阪府大阪市北區中之島，即WILLER TRAVEL的大阪本社位置。

- 2015年（平成27年）：
  - 3月11日：鐵道事業再構築事業獲得認定[10]。
  - 4月1日：WILLER TRAINS以第二種鐵道事業者身份，正式接手宮福線、宮津線的營運，並將辦事處搬遷至宮津站2樓，原北近畿丹後鐵道的本社位置。
  - 11月13日：由丹後发现号列车KTR8000型改造的“丹後之海”列车开始运行（2017年9月全车改造完成）。
- 2017年（平成29年）6月1日：旅客列车启用客货混載服务，是日本首个农作物客货混载项目[11]。
- 2019年（令和元年）10月1日：日本上涨消费税，车票价格调整[12]。

## 外部連結
- WILLER TRAINS（京都丹後鐵道）（页面存档备份，存于）（日語）